# Тайрон Маршалл
Тайрон Евертон Маршалл (англ. Tyrone Everton Marshall, нар. 12 листопада 1974, Кінгстон, Ямайка) — колишній ямайський футболіст. Провів більшу частину своєї кар'єри в клубі MLS «Лос-Анджелес Гелаксі». Після завершення ігрової кар'єри — футбольний тренер.

## Ранні роки
Маршалл переїхала в район Форт-Лодердейл, штат Флорида, коли йому було дванадцять років. Він відвідував коледж Ліндсі Вілсон з 1994 по 1995 рік до переходу у Флоридський міжнародний університет, де він грав за чоловічу футбольну команду з 1996 по 1997 рік.

## Клубна кар'єра

### «Колорадо Репідз»
Маршалл був узятий в «Колорадо Репідз», став 11-м у коледжному драфті MLS 1998 року. Він зіграв лише один матч в Колорадо, а потім 14 серпня 1998 року був проданий разом з Джейсоном Бойсом в «Маямі Ф'южн» в обмін на Девіда Водревіла.

### «Маямі Ф'южн» і «Лос-Анджелес Гелаксі»
Маршалл провів наступні три з половиною сезони в Маямі, почавши як форвард, і в підсумку перейшов у центр поля, а потім в оборону. Після розформування клубу в кінці сезону 2001 року, Маршалл був узятий «Лос-Анджелес Гелексі», його трансфер став дев'ятим в рамках проекту розподілу гравців розформованих клубів MLS, він допоміг «Гелексі» перемогти в Кубку MLS 2002 року.
13 червня 2007 року Маршалл на 89-й хвилині отримав червону картку за підкат, яким він зламав ногу нападнику «Далласа», Кенні Куперу. Червона картка передбачала обов'язкову дискваліфікацію на одну гру і штраф у розмірі $ 250, але Дисциплінарний комітет MLS одноголосно ухвалив рішення про продовження терміну дискваліфікації на дві додаткові ігри і додатковий штраф у розмірі $ 1250.

### «Торонто»
13 червня 2007 року Маршалл був проданий в «Торонто» в обмін на Едсона Баддла після п'яти сезонів з «Гелаксі». Маршалл закріпився в обороні «Торонто» і зіграв 16 матчів з перших хвилин протягом сезону 2007 року. Маршалл зумів помститися колишньому клубу за свій продаж, коли «Торонто» завоював свою першу перемогу в сезоні 2008 року саме в Лос-Анджелесі.

### «Сіетл Саундерз»

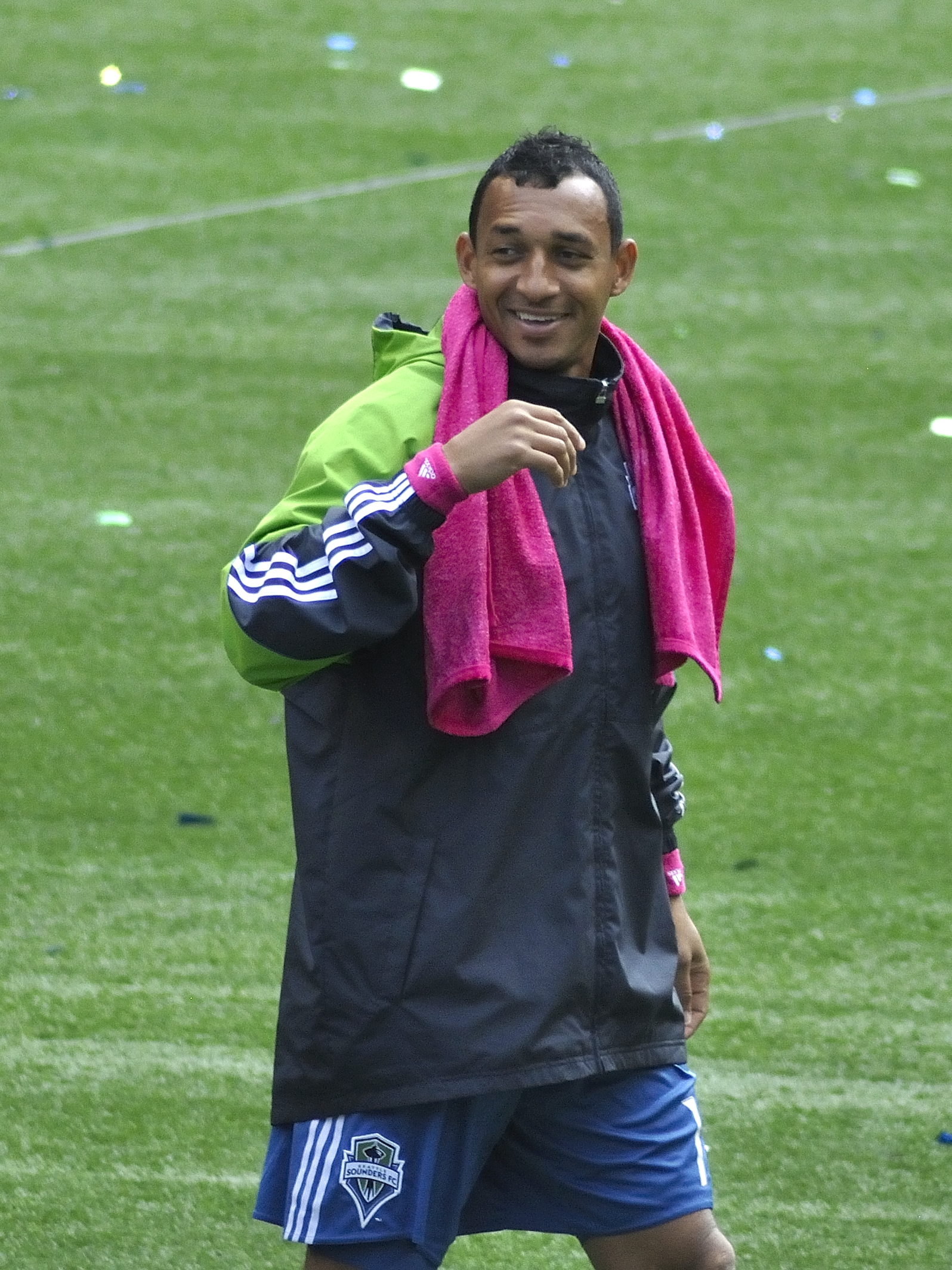
Маршалл у «Сіетл Саундерз» (2 жовтня 2010 року)

Маршалл був проданий в «Сіетл Саундерз» 10 лютого 2009 року. Він забив свій перший гол за «Саундерс» у матчі проти «Чикаго Файр», гра завершилася внічию 1:1. Він також віддав гольову передачу на Стіва Закуані у матчі проти «Сан-Хосе Ерсквейкс». Однак, на 86-й хвилині матчу проти «Ді Сі Юнайтед» Маршалл випадково зрізав м'яч у свої ворота головою і відібрав перемогу своєї команди (3:3). Він забив свій другий гол за клуб 17 жовтня в грі проти «Канзас-Сіті Візардс».

### Повернення в «Колорадо Репідз»
Після сезону MLS 2010 «Саундерз» знизили Маршаллу зарплату, і він був обраний для участі в драфті MLS 2010 року. 15 грудня 2010 року Маршалл був узятий в «Колорадо Репідз» на другому етапі проекту. Маршалл погодився з умовами свого контракту 3 січня 2011 року, офіційно завершивши акт передачі.
Маршалл був звільнений «Репідз» 16 листопада 2012 року. Він був учасником драфту MLS 2012 року і став вільним агентом після відсутності інтересу до нього в обох турах проекту. Не зумівши знайти собі новий клуб, він завершив кар'єру.

## Кар'єра в збірній
Маршалл був основним гравцем ямайської збірної. 6 лютого 2008 року Маршалл зрівняв рахунок у матчі з Коста-Рикою, завдяки чому його команда врятувалася від поразки (1:1). 26 березня Маршалл у схожій ситуації відновив паритет у матчі з Тринідадом і Тобаго, який також завершився внічию 2:2. 18 червня він забив на виїзді у матчі кваліфікації до чемпіонату світу 2010 року проти Багам, Ямайка розгромила суперника з рахунком 6:0.
Він зіграв у 81 матчі у 2000—2010 роках до відходу з міжнародного футболу в січні 2010 року після гри з Канадою.

## Тренерська кар'єра
У 2014 році розпочав тренерську кар'єру, очоливши американський клуб «Рівер Сіті Роверз», що виступав у USL Premier Development League, четвертому дивізіоні США.
Разом зі збірною чотири рази брав участь у Золотому кубку КОНКАКАФ (2003, 2005, 2009, 2011).
З 2015 року став працювати асистентом у клубі MLS «Реал Солт-Лейк»

## Досягнення

### Маямі Ф'южн
- Supporters' Shield (1): 2001

### Лос-Анджелес Гелексі
- Кубок MLS (2): 2002, 2005
- Supporters' Shield (1): 2002
- Переможець західної конференції Major League Soccer (2): 2002, 2005
- Відкритий кубок США (1): 2005

### «Сіетл Саундерз»
- Відкритий кубок США (2): 2009, 2010

### Ямайка
- Переможець Карибського кубка: 2005, 2008